# Comuna Ohrimivka, Iakîmivka
Ohrimivka (în ucraineană Охрімівка) este o comună în raionul Iakîmivka, regiunea Zaporijjea, Ucraina, formată din satele Kosîh și Ohrimivka (reședința).

## Demografie
Componența lingvistică a comunei Ohrimivka
     Ucraineană (78,12%)
     Rusă (20,68%)
     Alte limbi (0,21%)
Conform recensământului din 2001, majoritatea populației comunei Ohrimivka era vorbitoare de ucraineană (78,12%), existând în minoritate și vorbitori de rusă (20,68%).